# Attheyella weigoldi
Attheyella weigoldi är en kräftdjursart som först beskrevs av Brehm 1923.  Attheyella weigoldi ingår i släktet Attheyella och familjen Canthocamptidae. Inga underarter finns listade i Catalogue of Life.